# Velichovky
Obec Velichovky (německy Welchow) se nachází v okrese Náchod, kraj Královéhradecký, zhruba 5,5 km západně od Jaroměře. Žije zde 763 obyvatel. Jsou obecně známy jako lázeňské místo – viz Lázně Velichovky.

## Historie
První písemná zmínka o vsi (Welichow) se vztahuje k roku 1389.
V roce 1897 byly v obci založeny a o rok později zprovozněny lázně.
V sobotu 10. července 1926 navštívil Velichovky v doprovodu svého syna Jana Masaryka oficiálně prezident republiky Tomáš Garrigue Masaryk. Přenocoval ve vile „Zátiší“ a vydal se na další cestu automobilem do Úpice.
V roce 1945 zde sídlil vojenský štáb německé skupiny armád Střed a 8. května 1945 sem kolona americké armády doručila německému polnímu maršálu Ferdinandu Schörnerovi pomocí mise Velichovky německou kapitulaci.

## Pamětihodnosti
- kostel Proměnění Páně
- Zámek Velichovky ze 17. století, uprostřed vesnice. Přestavěn po roce 2000 na obecní úřad tak důsledně, že zámek v podstatě zanikl.
- Lázeňský dům (arch. Milan Babuška)
- socha sv. Jana Nepomuckého u kostela. Na trojdílném soklu vypjatý podstavec, na čelní straně s dvojznakem. Římsa do středu volutovitě stočená. Po stranách podstavec křídla, zdobená rokaji, zakončená postamenty. Na podstavci socha světce, stojící v oblacích. Na zadní straně nápis: Hon … | sanCto lo … CENO | Pie sa . | Perillustris Domi … lena | Mladotiana de Solopisk | nata Sagleriana | de | Sichers Kirchen die 24 | Junij | J. C. Anno 1760
- smírčí kříž za sochou sv. Jana Nepomuckého. Nezvyklý tvar i velikost; průměr kotouče 98 cm.

## Části obce
- Velichovky
- Hustířany

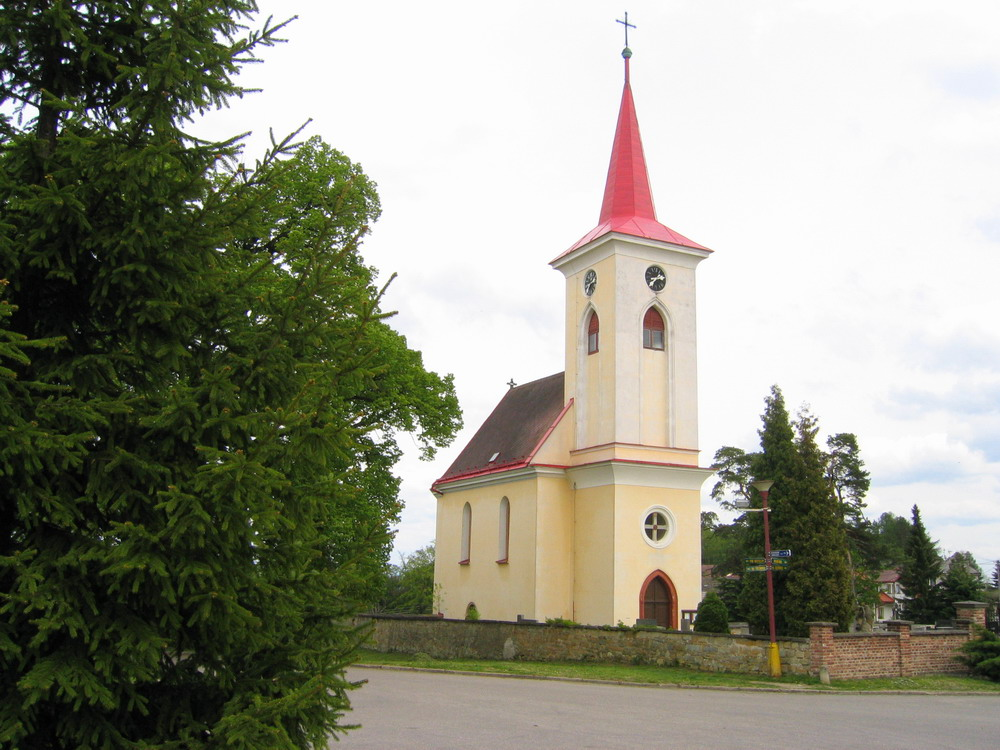
kostel
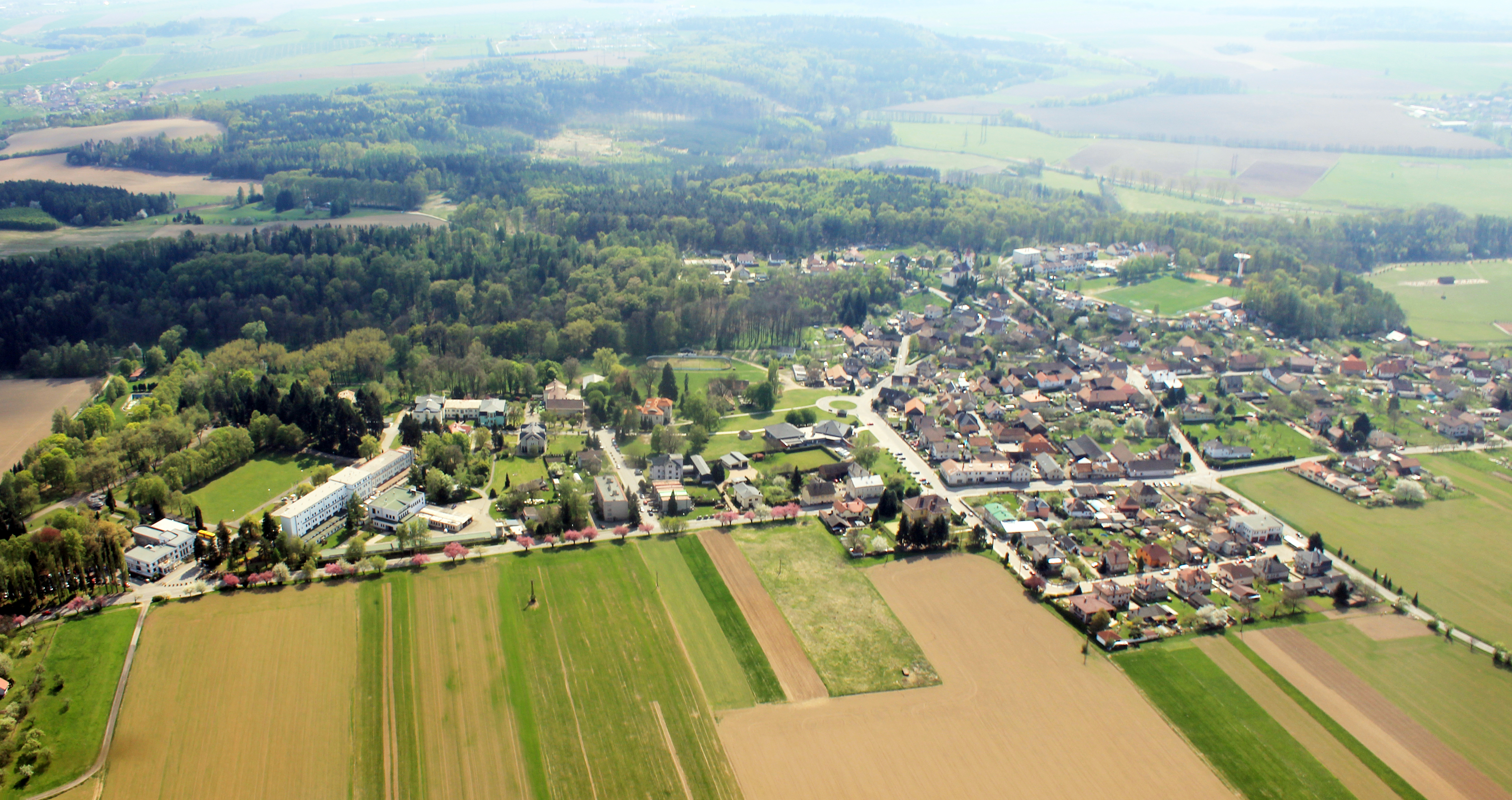
letecký snímek
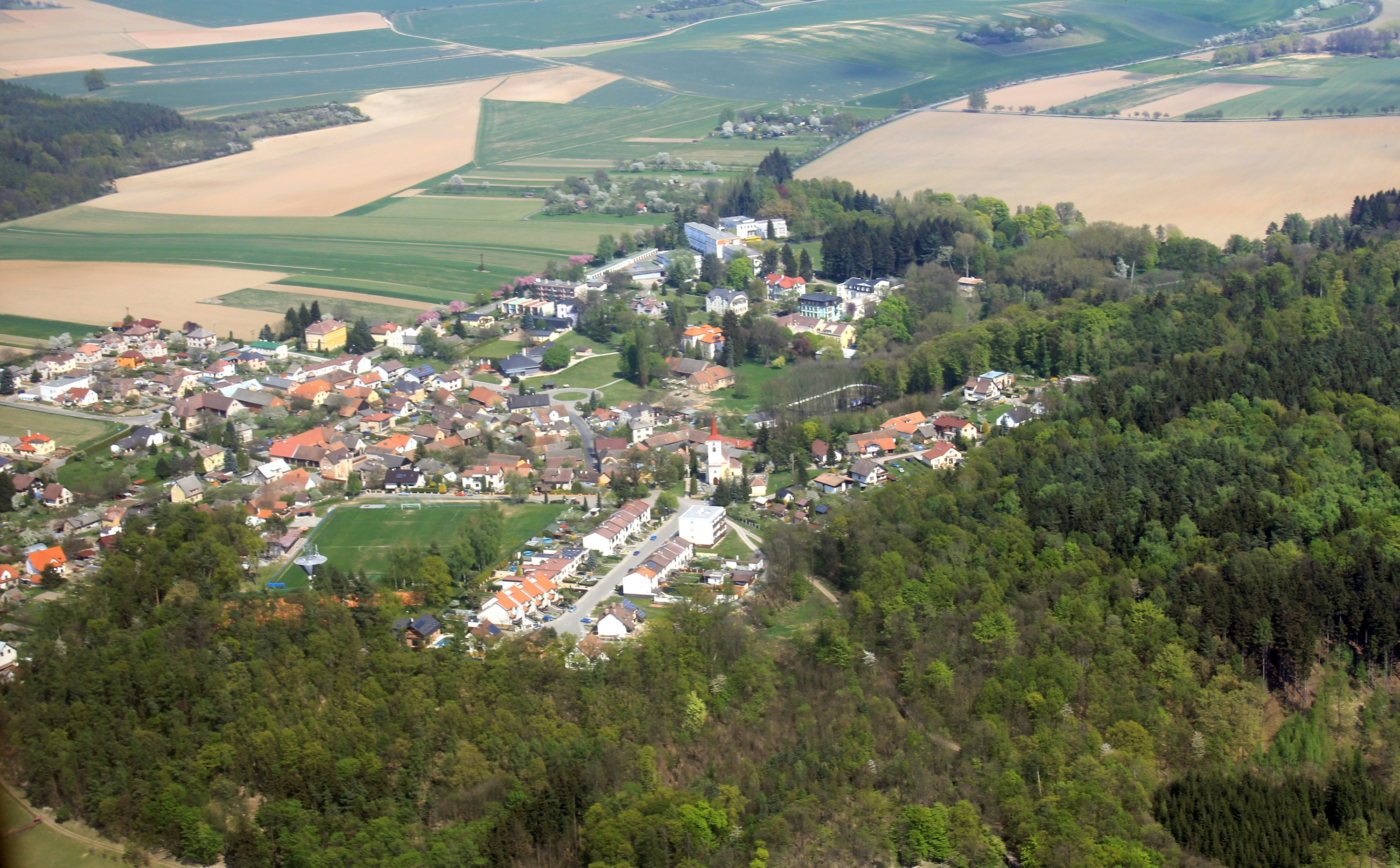
letecký snímek
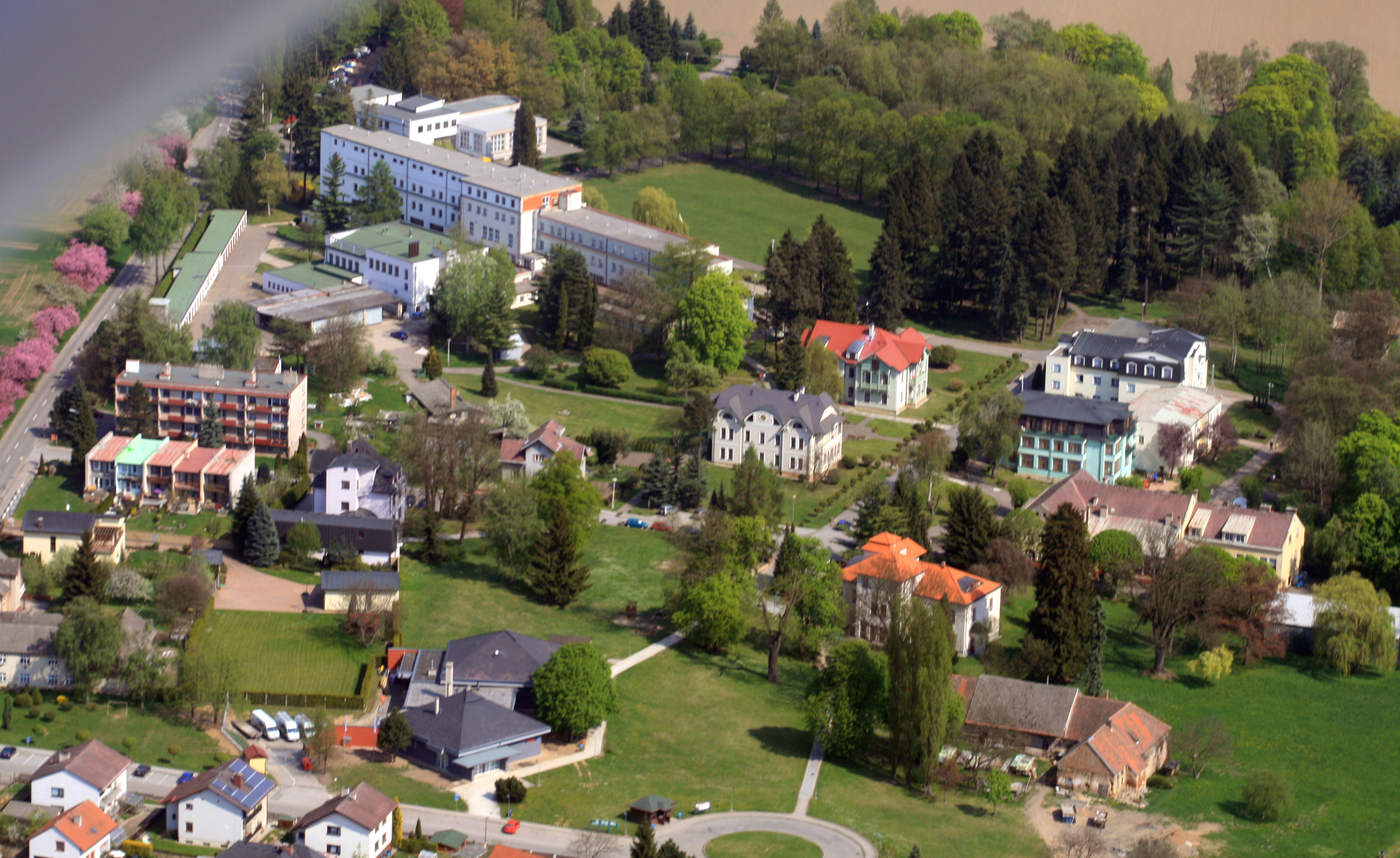
lázeňské budovy
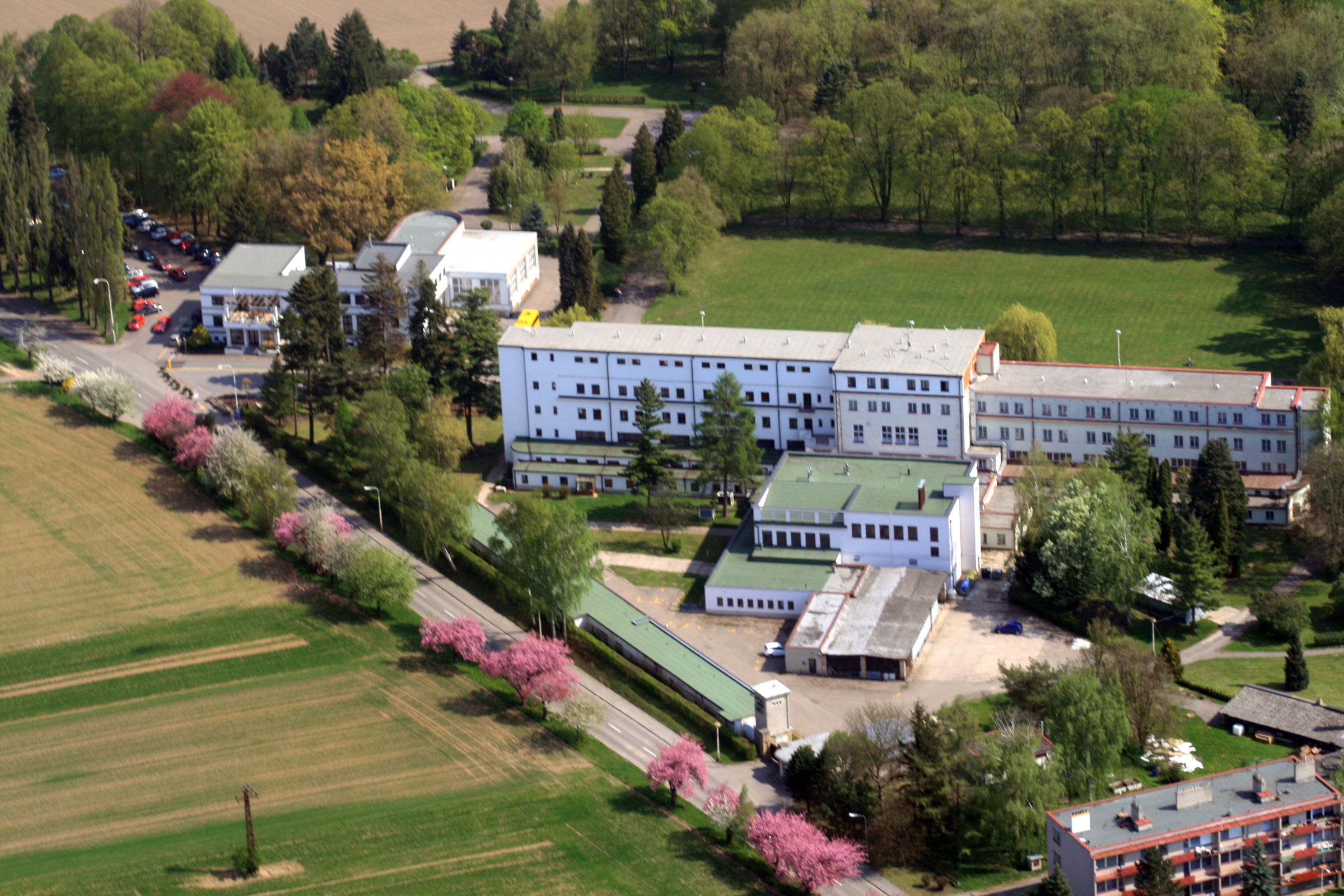
lázeňské budovy
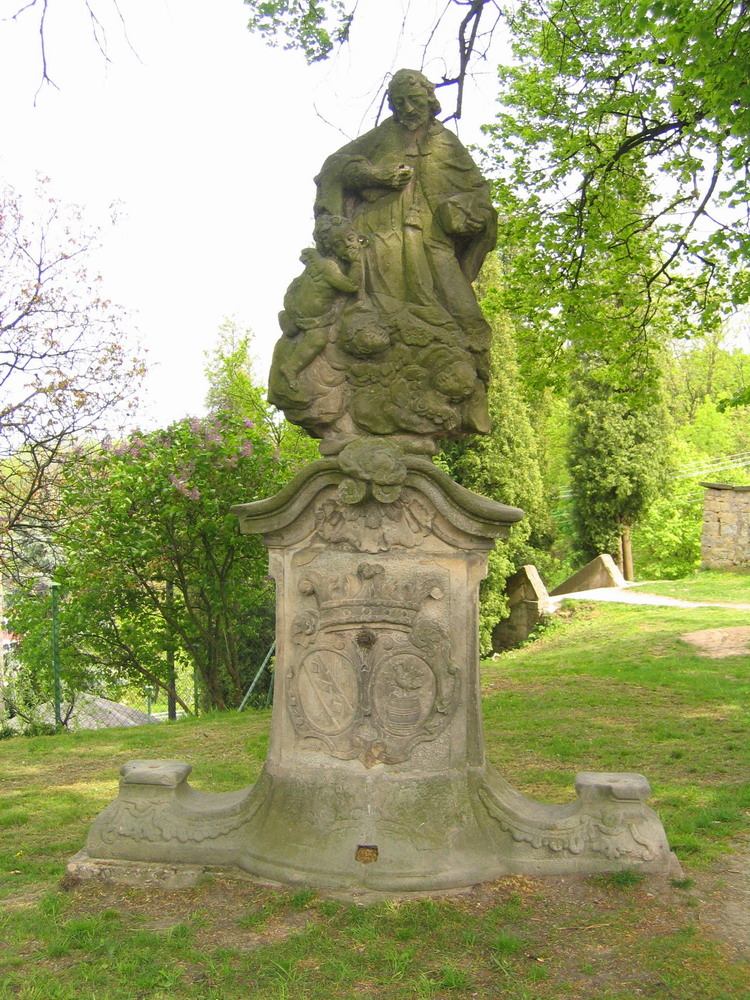
socha sv. Jana Nepomuckého
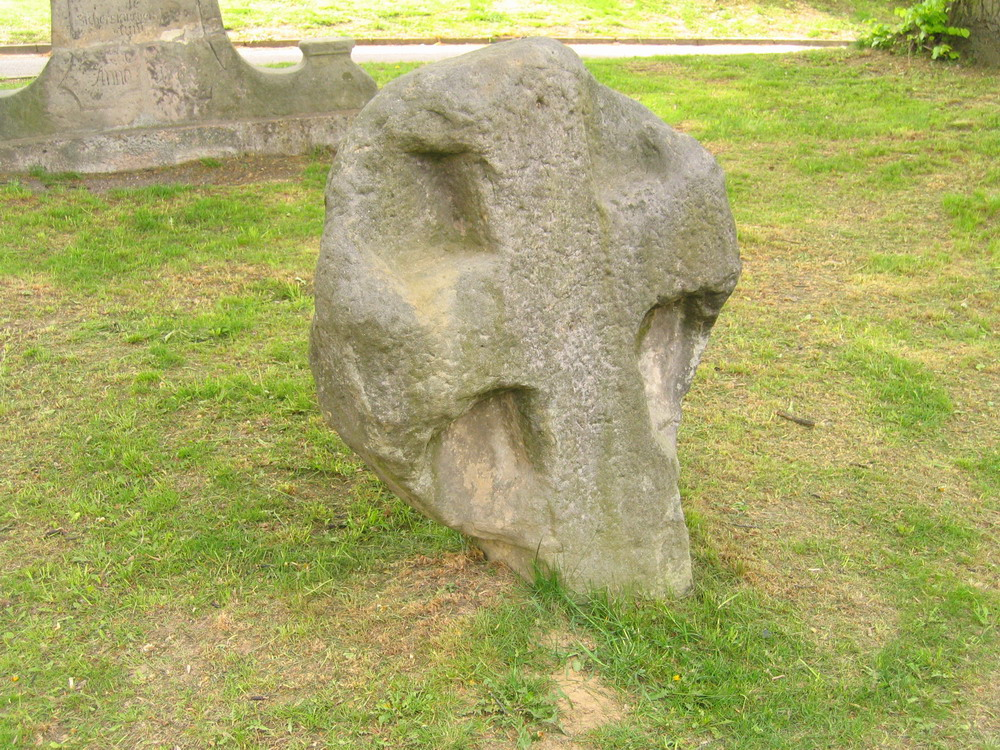
smírčí kříž

Socha i smírčí kříž na obrázcích jsou z obce Litíč necelé 2 km severně od Velichovek.

### Související stránky
- Lázně Velichovky